# Francisco Pradilla y Ortiz

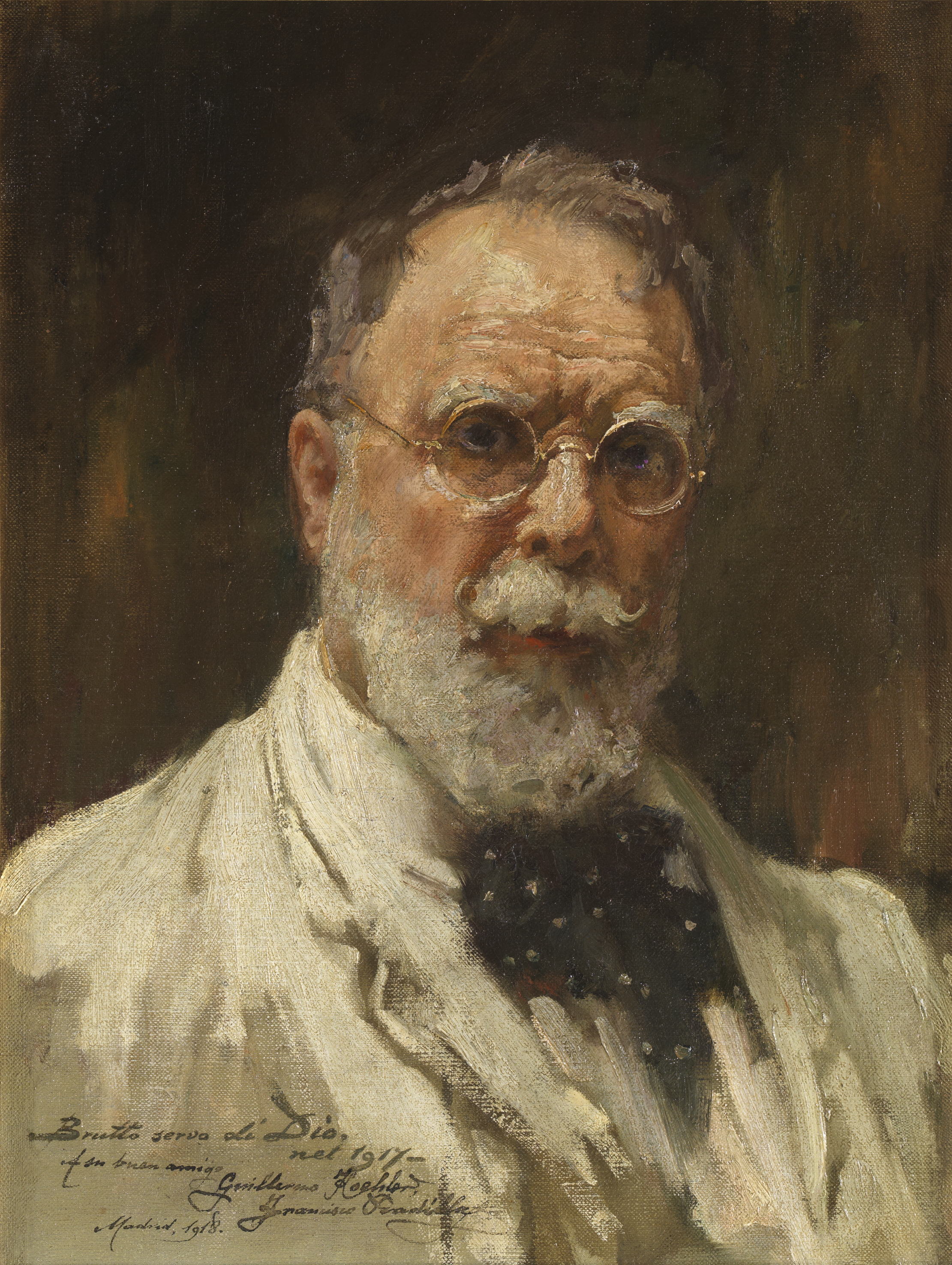
Selbstporträt (1917).

Francisco Pradilla y Ortiz (* 24. Juli 1848 in Villanueva de Gállego, Aragonien; † 1. November 1921 in Madrid) war ein spanischer Bildnis-, Genre-, Historien- und Landschaftsmaler. Von 1896 bis 1898 war er zudem Direktor des Museo del Prado.

## Leben
Pradilla entstammte einer Familie aus ärmlichen Verhältnissen. Seine Eltern waren Miguel Pradilla y Pina (1817–27. Februar 1891) und dessen Frau Martina (geborene Ortiz Ortiz, 1823–13. Mai 1868), eine Tochter von Agustín Ortiz und Martina Ortiz. Sie zogen nach Saragossa, als er 11 Jahre alt war. Hier besuchte er zunächst ein Gymnasium, musste es jedoch abbrechen un trat ohne Vorbildung als Lehrling in die Werkstatt des Bühnenbildners und Theaterdekorationsmalers Mariano Pescador ein, der ihn ermutigte, Kurse an der Escuela de Bellas Artes de San Luis (Real Academia de Nobles y Bellas Artes de San Luis) zu belegen. Auf Anraten seines dortigen Lehrers Bernardino Montañés zog er 1863 nach Madrid. Hier arbeitete er als Assistent im Atelier der Bühnenbildner Jorge Busato und Augusto Ferri und besuchte Kurse an der Escuela Superior de Pintura, Escultura y Grabado, wo er die Werke der älteren Meister studierte. Er wurde in Rom Schüler von Alfredo Serri und vollendete seine künstlerische Ausbildung dort in der spanischen Akademie der Schönen Künste in Rom. Nach Ablauf der Verlängerung seiner Pension in Rom am 1. Juli 1877 ging Pradilla zunächst wieder in seine Heimat. Bereits im Sommer 1878 kehrte er gemeinsam mit seiner schwangeren Frau nach Rom zurück.

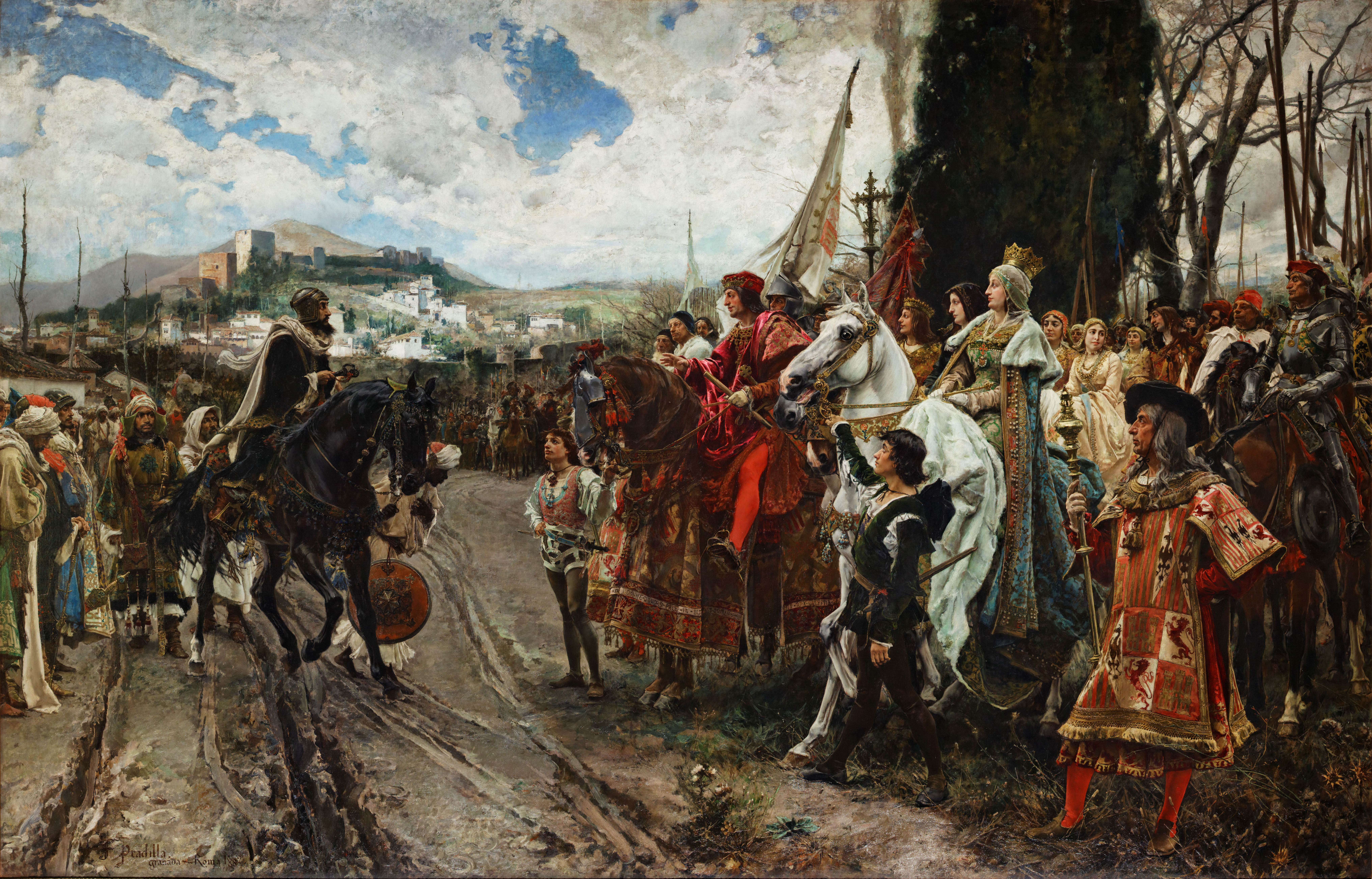
Die Übergabe von Granada (1882)

Sein erstes bedeutendes Gemälde war Der Raub der Sabinerinnen, welchem 1878 Johanna die Wahnsinnige begleitet den Sarg ihres Gemahls Philipp des Schönen (spanisch Doña Juana la Loca) folgte. Im Auftrag des Stadtrats von Saragossa führte er die Pendants Don Alfonso, der Krieger und Don Alfonso, der Gelehrte aus und erhielt durch den Marquis de Barzanallana den Auftrag zur Ausführung des Gemäldes Übergabe Granadas an Ferdinand und Isabella spanisch La rendición de Granada. Er wurde 1881 Direktor der Spanischen Akademie in Rom und löste José María Casado del Alisal (1830–1886) ab. Pradilla y Ortiz eröffnete in Rom ein Atelier. Da ihn die Pflichten als Direktor zu sehr in Anspruch nahmen, trat er 8 Monate nach seiner Ernennung von dem Amt zurück. Neben diesen großen Kompositionen hat Pradilla auch kleine Genrebilder aus dem modernen Volksleben in der geistreichen, skizzenhaften Art von Marià Fortuny ausgeführt. 1896 wurde er als Nachfolger Vicente Palmarolis Direktor des königlichen Museums in Madrid ernannt. Im Palacio de Murga fertigte er mehrere Decken- und Wandgemälde, darunter das Liebesfest aus der Zeit der Ritterromantik. Er schuf auch zahlreiche Genrebilder und Stücke mit Hunden, Ochsen und Pferden. Pradilla y Ortiz hatte mit seinen Werken ein ansehnliches Vermögen erwirtschaftet, das er jedoch durch den Konkurs der Banca Villodas, bei der er seine Ersparnisse lagerte, Mitte der 1880er Jahre verlor.

## Familie
Pradilla y Ortiz heiratete am 29. Januar 1878 in Nova de Lugo Dolores (geborene González del Villar, 1856–1926), eine Tochter von Pablo Cosme González Miniños und dessen Frau Rosalía Villar y Cabezas. Sie hatten 5 Kinder:
- Lidia Pradilla González (* 3. November 1878)
- Cesar Pradilla González (* 2. Juli 1880)
- Isabel Pradilla González (27. Juni 1882–1886)
- María Pradilla González (* 8. Juli 1888)
- Miguel Pradilla González (15. März 1884–27. April 1965) ⚭ Carolina (geborene Ruiz de Gregorio). Er war ein erfolgreicher, sehr vielseitiger Sportler, der mehrere Medaillen gewann und in einigen Disziplinen auch Spanischer Meister wurde.[5]

## Werke (Auswahl)
- 1877: Doña Juana la Loca ante el sepulcro de su esposo, Felipe el Hermoso (Johanna die Wahnsinnige begleitet den Sarg ihres Gemahls Philipp des Schönen)
- 1879/1892: El suspiro del moro
- 1882: Johanna die Wahnsinnige am Sarg ihres Gemahls
- 1882: La rendición de Granada (Die Übergabe Granadas an Ferdinand den Katholischen durch den letzten MaurenkOnig Boabdill am 2. Januar 1492)
- 1889: Venta del pescado en la playa de Vigo (Das Gestade von Vigo [Galizien] nach Ankunft der Fischerboote)
- 1891/1892: Große Messe vor der Wallfahrtskapelle Guia (Spanien) (Dreiundsechzigste Ausstellung der Königlichen Akademie der Künste zu Berlin)
- 1893: Spanischer Tambour aus der Zeit des 30Jährigen Krieges
- 1912: Liebeskummer

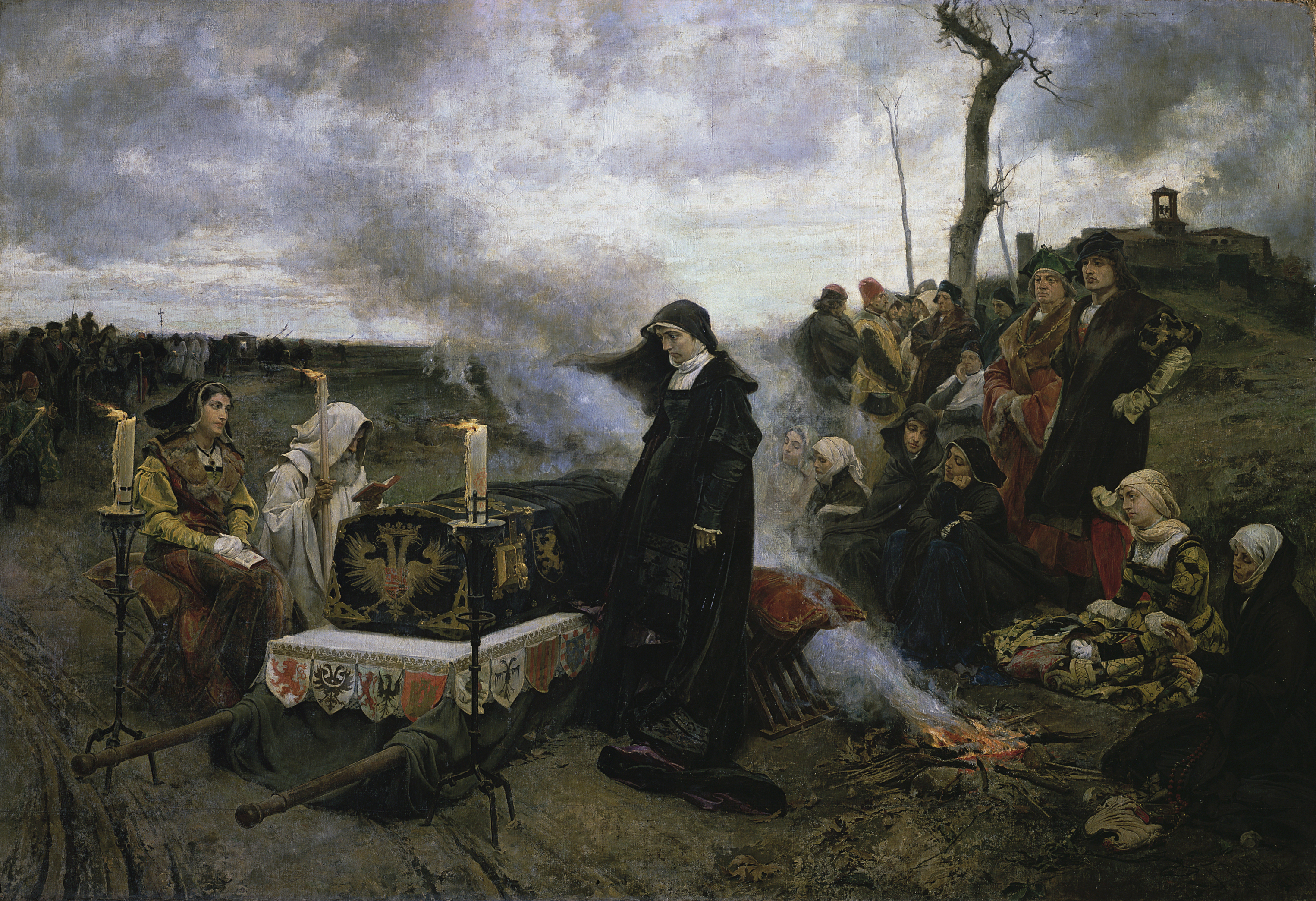
Johanna am Sarg ihres Gemahls
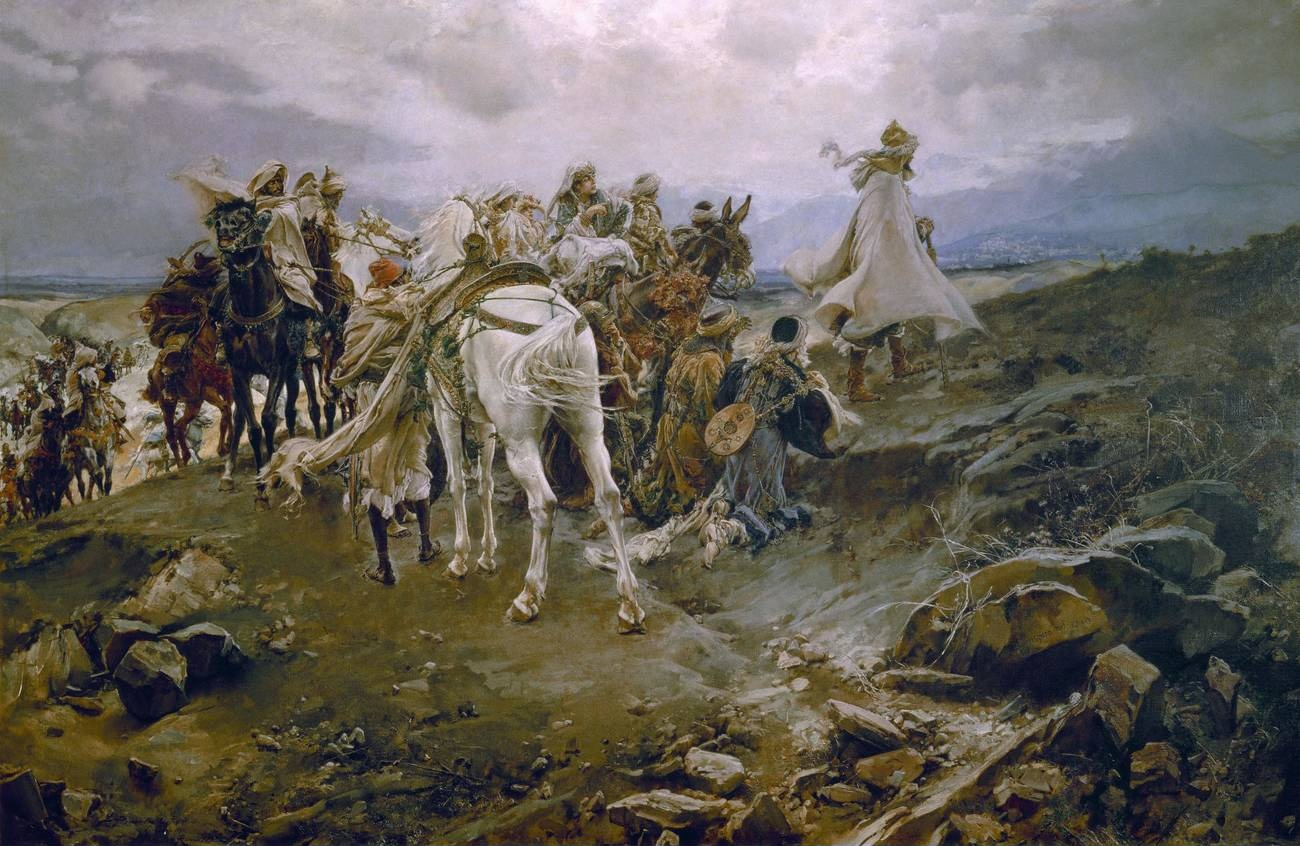
El suspiro del moro
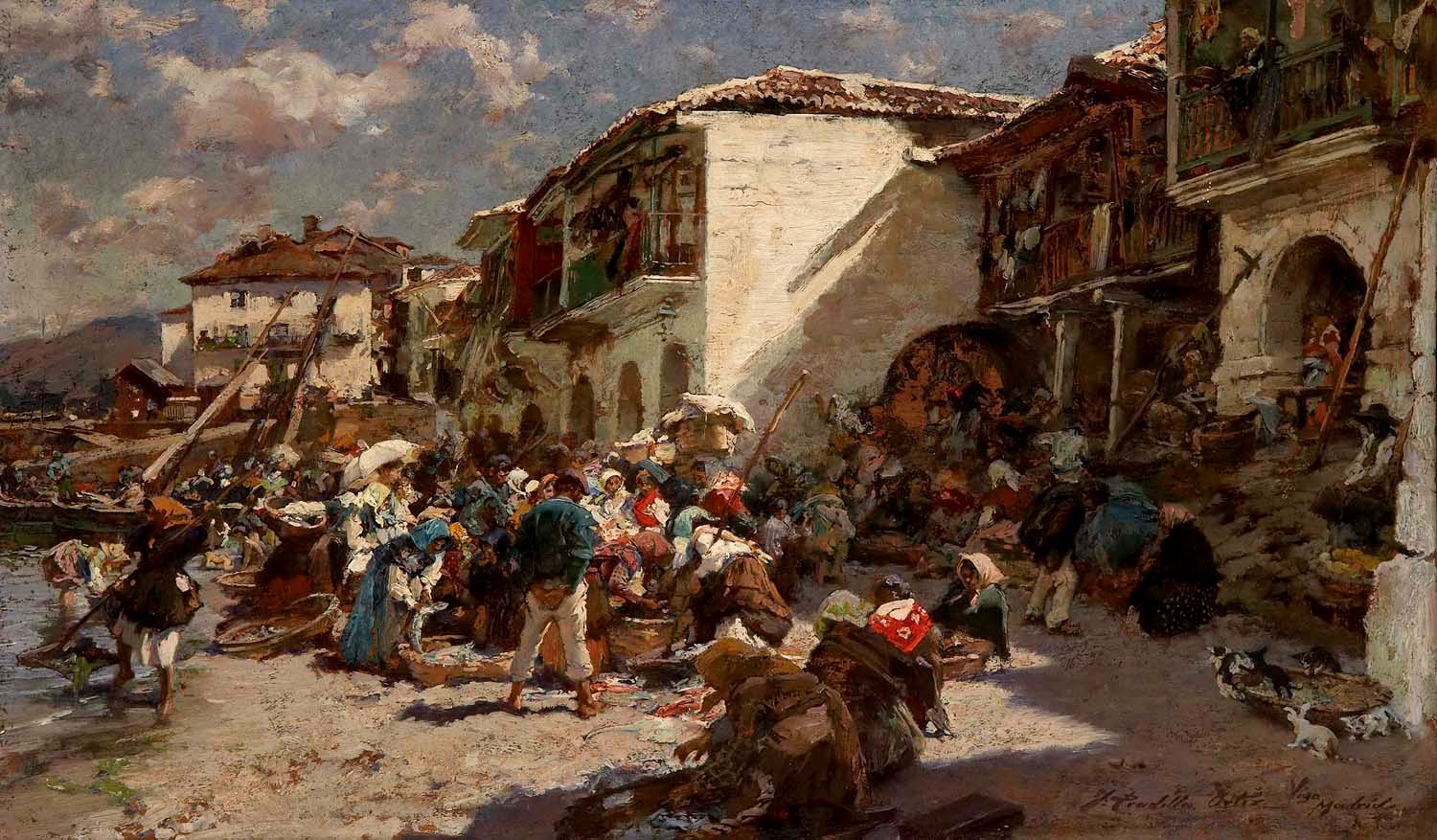
Venta del pescado en la playa de Vigo
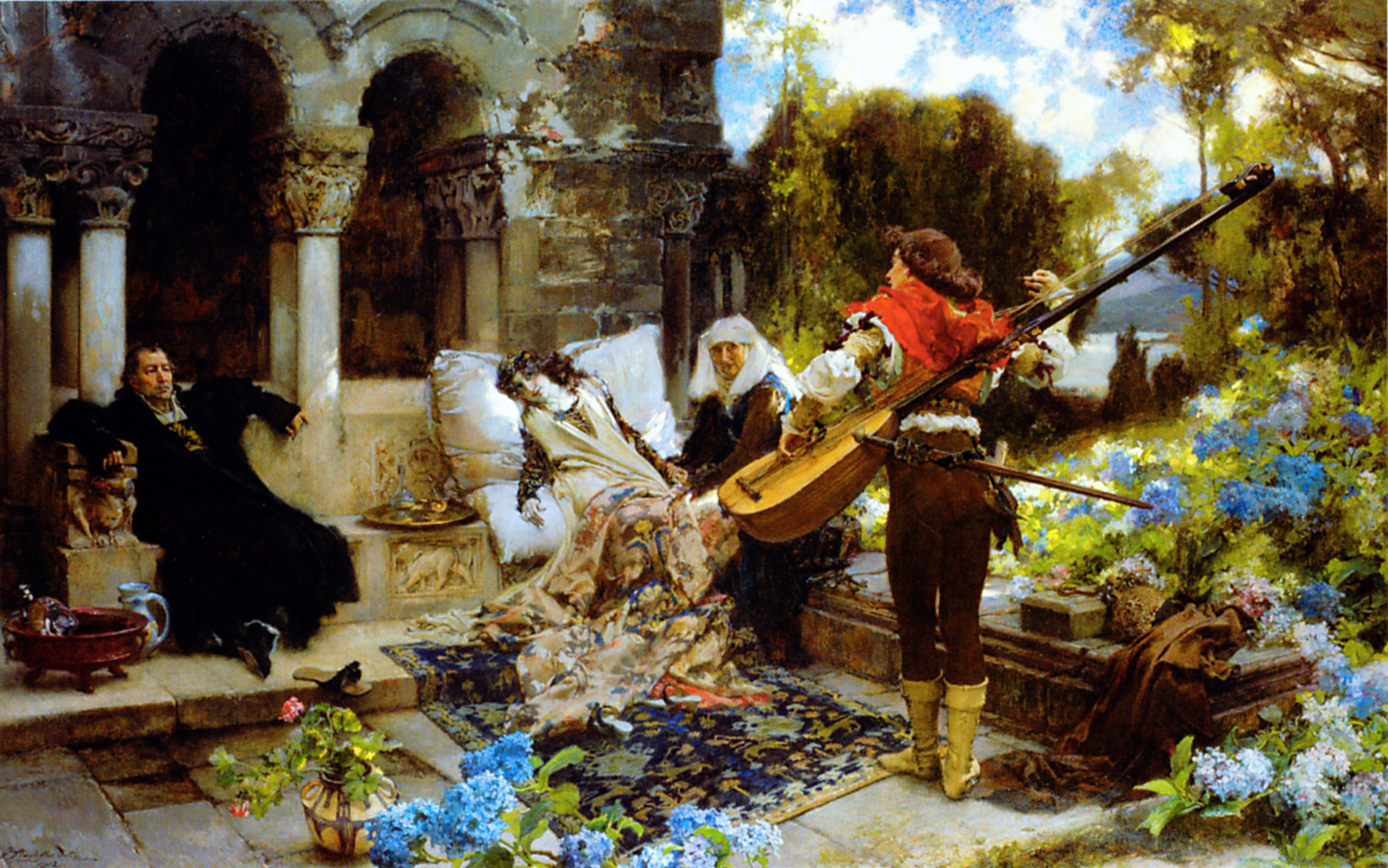
Liebeskummer

## Auszeichnungen (Auswahl)
- König Alfons XII. verlieh Pradilla y Ortiz für das Bild La rendición de Granada das Großkreuz des Ordens Isabel la Católica.[6]
- 1878: Ehrenmedaille der Nationalausstellung und Ehrenmedaille der spanischen Sektion der Weltausstellung in Paris
- 1881: Mitglied der Real Academia de Bellas Artes de San Fernando
- 1882: Große goldene Staatsmedaille und 1892 erneut mit Ehrendiplom der Jahresausstellung der Genossenschaft der bildenden Künstler Wiens[7]
- 1892: Große goldene Medaille und Ernennung zum ordentlichen Mitglied der Königlichen Akademie in Berlin[8]
- 1893: Ehrenmitglied der Münchner Künstlergenossenschaft
- 1894: Auswärtiges Mitglied in die Académie des Beaux-Arts
- 1897: Orden Pour le Mérite für Wissenschaften und Künste[9]